# 병역면제
병역면제란 (兵役免除)는 징병대상자에 대한 병역의 부과를 면제하는 일을 말한다.

## 개요
- 제2국민역과 달리 평시와 전시 모두 민방위대(전시근로) 등 병역이 면제 된다.
- 징병제 국가에 따라 병역면제대상자가 있다. 의사, 성직자, 운동선수, 연예인 등 특정한 직업에 종사하는 징병대상자, 일정한 학력 이상의 고학력자를 병역면제하여 주기도 한다. 또한 징병대상자로부터 병역세를 받고 병역면제하여 주기도 한다. (터키나 시리아, 몽골) 다만 대한민국에서 운동선수의 자격으로 병역이 면제되기 위해서는 예술체육요원의 기준에 준한다.

대부분의 국가들이 일정한 질병을 앓는 징병대상자를 병역면제해주는 점에서는 동일하다.

## 대한민국의 병역면제
- 신체등위와 상관없이 병역면제 판정을 받는 경우. 전시근로역과 달리 평시와 전시 모두 민방위대(전시근로) 등 병역이 면제 된다.
  - 면제사유
- 다음에 해당되는 자는 신검없이 바로 면제된다.
- 33세 이상 남성
- 복지카드소지자(인권문제와 전투력 문제 때문이다.)
- 지병(암, 백혈병, 희귀 난치병 환자), 혹은 생계 및 부양 등의 문제
- 자유의 마을 대성동과 같이 휴전선 부근주민(파주시 군내면(백연리와 조산리), 진동면(동파리), 연천군 중면 철원군 근북면 전역과  갈말읍 정연리, 동송읍 양지리, 김화읍생창리, 근남면 마현리 출신인 자)[1]
- 북한이탈주민 (부사관으로 희망한자는 예외)
- 재소자[2]
- 트랜스여성[3]
- 국적을 바꾸거나 입대 전에 사망하거나 실종된 경우 또한 입대 대상에서 제외된다.
- 너무 가난해서 생계를 유지못하거나 13세이전에 양친이 세상을 떠나거나 5년이상 보육원에 있는 경우또한 입영대상에서 제외되며 전시근로역으로 분류된다.
- 146cm 이하 키와 BMI 16 미만, BMI 35 이상[4]
- 대한민국에서는 평시 민방위대 훈련을 받는 전시근로역이나 심지어 보충역인 장군의아들도 신의아들로 일컫는다.

### 확인신체검사[5]
- 어느 하나에 해당하는지 여부를 다음 각 호와 같이 확인한다. 다만, 필요하다고 인정되는 경우 병무청이 직접 확인할 수 있다.
- 어느 하나에 해당되는 사람에 대하여는 진료기록이나 치료내역, 확인신체검사 대상자 및 관련자 면담 등 사실관계를 조사한 후 확인신체검사 대상여부를 결정한다.
- 확인신체검사 통지서를 송달받은 사람은 지정된 일시 및 장소에서 확인신체검사를 받아야 한다.
- 확인신체검사를 할 때에는 병역면탈이 의심되는 질환의 신체등위만 판정하고 기타 다른 질환 판정은 하지 않는다.
- 확인신체검사 시 신체등위판정기준은 병역면탈이 의심되는 질환처분 당시의 것을 적용한다.
- 병역면탈행위가 위법하다고 확정된 사람에 대하여는 병역면탈행위에 근거한 병역처분을 취소하고, 다시 징병검사를 한 후 그 결과에 따라 병역처분을 한다.
- 그럼에도 현역/상근예비역/보충역 복무를 마친 경우나 전시근로역[6]에 편입된 경우에는 병역처분이 변경되거나 병역면제 처분을 받은 사람에게는 병역면탈행위에 근거한 병역처분을 취소하고, 징병검사를 하지 아니하고 병역면탈행위에 근거한 병역처분 직전의 신분으로 병역처분한다.
- 병역면탈행위가 위법하다고 확정된 사람에게 다시 징병검사를 실시하여야 하며, 이 경우 다시 징병검사를 실시하는 해의 병역처분기준을 적용한다.

- 안과 또는 정신과 질환을 사유로 5급 전시근로역 또는 6급 병역면제 처분을 받은 사람의 신규 운전면허 취득 및 운전면허 수시 적성검사 합격여부를 연 1회 이상 경찰청 등에 조회 및 확인.
- 정신과 질환을 사유로 5급 전시근로역 또는 6급 병역면제 처분을 받은 사람이 관련 법령에 따라 취득할 수 없는 각종 자격·면허 취득여부[7]를 연 1회 이상 유관기관에 조회 및 확인.
- 병역처분 이후 계속 치료를 받아야 하는 질환[8]에 해당하는 사람이 필수적인 치료를 중단했는지 여부를 유관기관에 연 1회 이상 조사 및 확인.
- 그 밖에 진단서 위조 또는 병역면탈 의심 제보 등에 의해 병역면탈의 증거가 있거나 가능성이 높다고 인정되는 사람의 병역면탈 증거자료 조사 및 확인.

## 같이 보기
- 병역판정검사
- 병역
- 대한민국의 병역 제도
- 징병제
- 모병제
- 사회복무제도